# 松汀公園駅
松汀公園駅（ソンジョンこうえんえき/ソンジョンゴンウォンえき）は、大韓民国光州広域市光山区新村洞にある光州都市鉄道1号線の駅である。駅番号は(116)。

## 駅構造

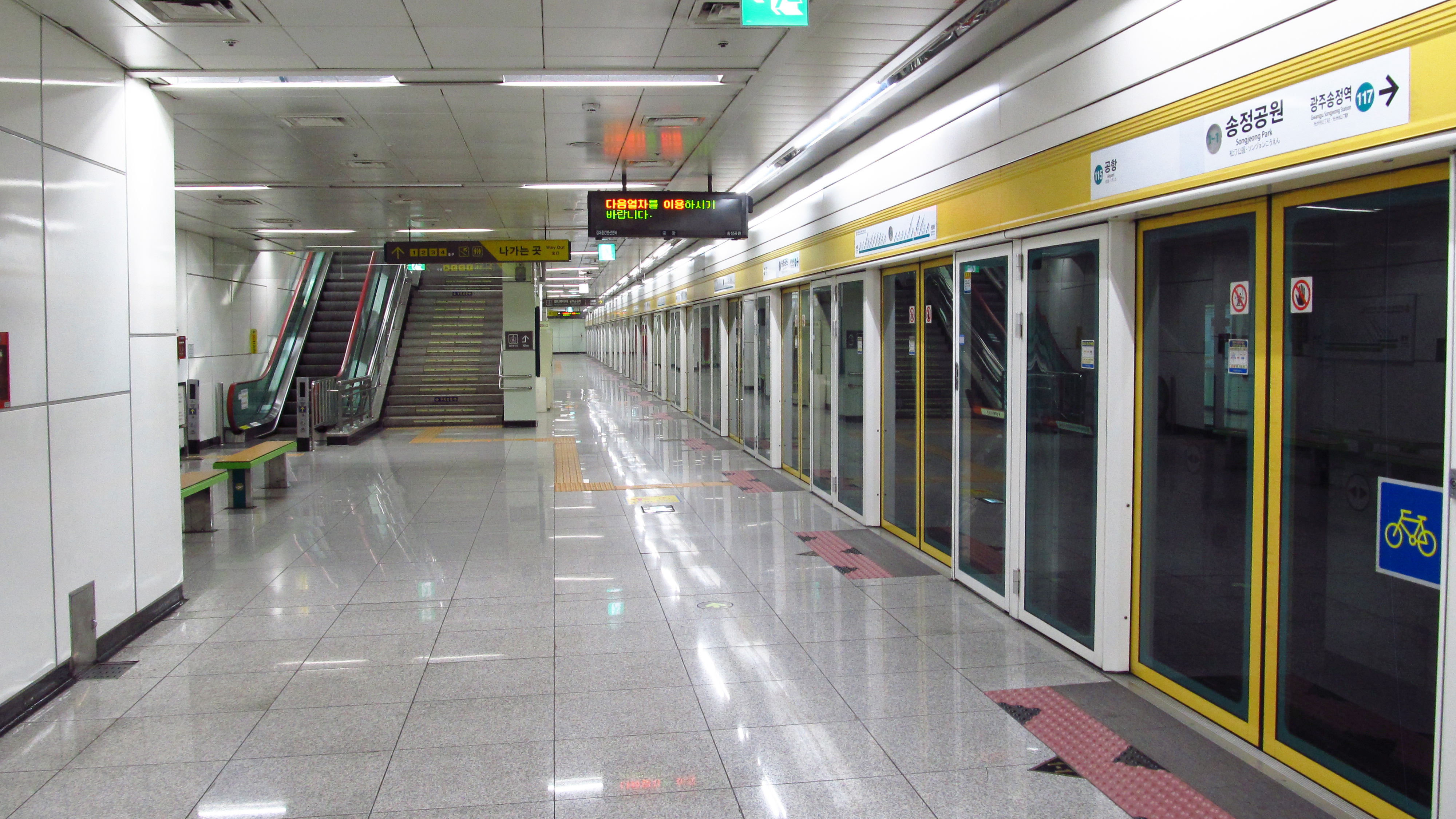
ホーム

- 相対式ホーム2面2線の地下駅。

## 駅周辺
- 光州電算高等学校
- 松汀公園
- 光州松汀図書館
- 新興洞住民センター
- 松汀1洞住民センター
- 松汀東初等学校
- 松汀中学校

## 歴史
- 2008年4月11日 - 開業。

## 隣の駅
光州交通公社
●1号線
空港駅 (115) ‐  松汀公園駅 (116) - 光州松汀駅駅 (117)